# Prijatel' pokojnika
Prijatel' pokojnika è un film del 1997 diretto da Vjačeslav Krištofovič e sceneggiato da Andrej Kurkov a partire dal suo racconto Milyj drug, tovarišč pokojnika. È stato il candidato ucraino come miglior film straniero ai premi Oscar 1998.
È stato presentato alla Quinzaine des Réalisateurs del 50º Festival di Cannes e al Toronto International Film Festival.
Si è classificato 65º nella lista dei 100 migliori film nella storia del cinema ucraino stilata nel 2021 dal Centro Nazionale Oleksandr Dovženko.

## Riconoscimenti
- 1997 - European Film Awards
  - Candidatura per la miglior sceneggiatura ad Andrej Kurkov